# Jonathan Williams (giocatore di football americano)
Jonathan Williams (Dallas, 2 febbraio 1994) è un giocatore di football americano statunitense che milita nel ruolo di running back per il Washington Football Team della National Football League (NFL). Fu scelto come 156º assoluto nel Draft NFL 2016 dai Buffalo Bills. Al college ha giocato a football per l'Università dell'Arkansas.

## Carriera universitaria

### Stagione 2012
Williams iniziò a giocare per come true freshman per gli Arkansas Razorback nel 2012. Giocò in 11 partite di cui due come titolare. Williams registrò 45 corse per 231 yard, 8 ricezioni per 208 yard e 2 touchdown. Segnò il suo primo touchdown in carriera ricevendo un passaggio da 74 yard, la sua prima ricezione in carriera, durante la prima giocata offensiva contro i Kentucky Wildcats.

### Stagione 2013
Nel 2013, come sophomore, Williams giocò in 12 partite di cui 11 da titolare. Registrò 150 corse per 900 yard e 4 touchdown e registrò 7 ricezioni per 72 yard e 2 touchdown. Il duo composto da Williams e dal suo compagno di squadra true fresherman Alex Collins, fu il secondo della storia dell'Università in cui entrambi i giocatori corsero per oltre 900 yard ciascuno nella stessa stagione. In precedenza solo Darren McFadden e Felix Jones concretizzarono questo risultato nel 2006 e nel 2007.

### Stagione 2014
Nel 2014, nonostante divise il ruolo con Collins, Williams registrò 211 corse per 1.190 yard (5,6 di media) e segnò 12 touchdown.
Il 24 dicembre 2014, Williams annunciò su YouTube in un messaggio ai tifosi dei Razorbacks che sarebbe tornato per la sua stagione da senior all'Università dell'Arkansas. Durante una sessione estiva di allenamento in preparazione alla stagione 2015, Williams soffrì di un infortunio al piede che lo costrinse a rinunciare all'intera stagione.

### Riconoscimenti vinti
- Seconda formazione ideale All-SEC (2014)

## Carriera professionistica

### Buffalo Bills
Fu scelto nel corso del quinto giro (156º assoluto) nel Draft NFL 2016 dai Buffalo Bills. Debuttò come professionista nella gara del terzo turno contro gli Arizona Cardinals. Nell'ottavo turno segnò il suo primo touchdown contro i New England Patriots. La sua stagione da rookie si concluse con 94 yard corse in 11 presenze.
Il 3 settembre 2017, Williams fu svincolato dai Bills.

### Denver Broncos
Il 5 settembre 2017, Williams fu ingaggiato nella squadra di allenamento dei Denver Broncos.

### New Orleans Saints
Il 14 novembre 2017, Williams firmò un contratto biennale con i New Orleans Saints dopo essere stato svincolato dai Broncos.
Il 1º settembre 2018, Williams fu svincolato dai Saints e fu ingaggiato per la squadra di allenamento il giorno seguente. L'8 settembre 2018 fu promosso all'elenco dei giocatori attivi. Venne svincolato il 28 settembre 2018. Durante la sua militanza con i Saints disputò tre partite.

### Indianapolis Colts
Il 2 ottobre 2018, Williams venne ingaggiato per la squadra di allenamento dagli Indianapolis Colts. Fu promosso in prima squadra il 20 novembre 2018. Terminò la stagione 2018 senza far registrare nessuna statistica.

### Detroit Lions
Il 17 agosto 2020 Williams Williams firmò con i Detroit Lions.